# Pilophorus furvus
Pilophorus furvus är en insektsart som beskrevs av Knight 1923. Pilophorus furvus ingår i släktet Pilophorus och familjen ängsskinnbaggar. Inga underarter finns listade i Catalogue of Life.